# Dasychira thika
Dasychira thika är en fjärilsart som beskrevs av Collenette 1954. Dasychira thika ingår i släktet Dasychira och familjen tofsspinnare. Inga underarter finns listade i Catalogue of Life.